# Rage Comic
Rage Comics ([ɹeɪdʒ ˈkɒmɪks], dt.: Wutcomics) sind eine spezielle Art von Webcomic. Sie sind ein Internet-Meme, das erstmals 2008 auf dem englischsprachigen Imageboard 4chan auftauchte und später auf Reddit und 9GAG verbreitet wurde. Rage Comics zeigen eine Alltagssituation, die den oder die Protagonisten in Wut versetzen und meist eine humorvolle Pointe haben. Typischerweise bedient sich der Autor des Rage Comics hierfür einer Reihe von Rage Faces (dt.: Wutgesichter) genannten Zeichnungen. Diese stellen Gesichter dar, die unterschiedliche Emotionen wie Belustigung, Ärger, Trauer etc. ausdrücken. Ein Beispiel für ein solches Gesicht stellt das Trollface dar.